# Coupe Van der Straeten Ponthoz
Das Coupe Van der Straeten Ponthoz, auch bekannt als Coupe Ponthoz, war ein internationaler Wettbewerb für Fußballvereine aus Europa, der von 1900 bis 1907 als eines der ersten europäischen Vereinsfußballturniere stattfand und als einer der Vorläufer der Vereinsturniere in Europa gilt. Die Trophäe wurde zu Ehren des Stifters, Carl van der Straten-Ponthoz, benannt.

## Geschichte
Er wurde 1900 auf Betreiben von Graf van der Straten-Ponthoz erfunden, der den Pokal den Gewinnern eines internationalen Turniers in Brüssel überreichte, an dem sechs Mannschaften teilnahmen, darunter die Meister von Belgien (Racing Club de Bruxelles), den Niederlanden (HVV Den Haag) und der Schweiz (Grasshopper Club Zürich). Da dies die einzigen existierenden Ligen in Kontinentaleuropa waren, nannten die lokalen Zeitungen das Turnier damals Klubmeisterschaft des Kontinents. Somit könnten die Gewinner der ersten Ausgabe, RAP Amsterdam aus den Niederlanden, als die ersten kontinentaleuropäischen Meister überhaupt angesehen werden, obwohl dieser Titel auch vom Vienna Cricket and Football-Club angefochten wird, der 1897 die Gewinner des ersten Challenge-Cup war, einem Wettbewerb zwischen Vereinen der Habsburgermonarchie in Österreich-Ungarn. An diesem Turnier nahmen jedoch bis zur Saison 1900–01 nur Mannschaften aus Wien teil, so dass Sieg von Vienna Cricket über den Wiener FC 1898 mit 7:0 am 21. November 1897 nicht als erstes wirklich internationales Klubfinale überhaupt angesehen werden kann, und somit auch Vienna Cricke nicht als erster internationaler Klubmeister.
Dieses Pokalturnier wurde von 1900 bis 1907 jährlich in Belgien ausgetragen, 1908 wurde dieser Wettbewerb jedoch durch das Coupe Jean Dupuich ersetzt, das bis Mitte der 20er Jahre stattfand. Neben Belgien, den Niederlanden und der Schweiz nahmen auch Vereine aus England und Frankreich am Wettbewerb teil. So wie der Challenge-Cup als Vorgänger des 1927 gegründeten Mitropapokal gilt, gilt der Coupe Van der Straeten Ponthoz als Vorgänger des 1955 gegründeten Europapokals der Landesmeister.

## Endspiele
| Jahr | Sieger                      | Ergebnis  | Finalist                    | Torschützenkönig   |
| ---- | --------------------------- | --------- | --------------------------- | ------------------ |
| 1900 | RAP Amsterdam               | 2–1       | HVV Den Haag                | Johan Sol (5 Tore) |
| 1901 | HVV Den Haag                | 1–0       | Racing Club de Bruxelles    | Unbekannt          |
| 1902 | Pilgrims F.C.               | 4–2       | FC Dordrecht                | Unbekannt          |
| 1903 | Racing Club de Bruxelles    | 6–5 n. V. | Pilgrims F.C.               | Unbekannt          |
| 1904 | Racing Club de Bruxelles    | 3–2       | Royale Union Saint-Gilloise | Unbekannt          |
| 1905 | Royale Union Saint-Gilloise | 5–1       | Racing Club de Bruxelles    | Unbekannt          |
| 1906 | Royale Union Saint-Gilloise | 2–2 n. V. | Racing Club de Bruxelles    | Unbekannt          |
| 1907 | Royale Union Saint-Gilloise | 1–0       | Hampstead F.C.              | Unbekannt          |

## Ranglisten

### Titel nach Klubs
| Klub                        | Titel | Jahr             |
| --------------------------- | ----- | ---------------- |
| Royale Union Saint-Gilloise | 3     | 1905, 1906, 1907 |
| Racing Club de Bruxelles    | 2     | 1903, 1904       |
| HVV Den Haag                | 1     | 1900             |
| HBS Craeyenhout             | 1     | 1901             |
| Pilgrims F.C.               | 1     | 1902             |

### Titel nach Ländern
| Land        | Sieger | 2. Platz |
| ----------- | ------ | -------- |
| Belgien     | 5      | 4        |
| Niederlande | 2      | 2        |
| England     | 1      | 2        |

## Auswirkungen
Der Erfolg der ersten Ausgabe führte im darauffolgenden Jahr zur Einführung des Coupe Vanden Abeele in Antwerpen, eine Reihe internationaler Fußball-Freundschaftspokalspiele zwischen den Nationalmannschaften Belgiens und der Niederlande, der ursprünglich ebenfalls als internationales Vereinsturnier gedacht war, aber schließlich der Ausgangspunkt für das Derby der Lage Landen gewesen ist. Nachdem Union Saint-Gilloise das Coupe Van der Straeten Ponthoz zum dritten Mal in Folge gewonnen hatte, wurden diese die endgültigen Inhaber des Pokals. Deshalb wurde eine neue Trophäe ins Spiel gebracht, nämlich der Coupe Jean Dupuich. Der neue Pokal wurde von Adolphe Dupuich gestiftet und zum Gedenken an seinen verstorbenen Sohn Jean, einen Stürmer bei Léopold CB, nach dessen Namen benannt.